# 274835 Aachen
274835 Aachen este o planetă minoră (asteroid) din centura de asteroizi. A fost descoperită pe 22 august 2009 la  de Erwin Schwab⁠(d) și a fost numită după Aachen. 
Obiectul prezintă o orbită caracterizată de o semiaxă mare de 2,326434418036 UAi, o excentricitate de 0,1417222870749, o înclinație de 4,6554675457375 ° în raport cu ecliptica.